# مرکز هنر بریتانیا در ییل
مرکز هنر بریتانیا در یِیل (به انگلیسی: Yale Center for British Art) یک نهاد مدنی در دانشگاه ییل در مرکز شهر نیوهِیون، ایالت کنتیکت، ایالات متحدهٔ آمریکا است.
این مرکز بزرگ‌ترین و جامع‌ترین مجموعهٔ هنر پادشاهی بریتانیا در خارج از این کشور است. مجموعهٔ نقاشیها، تندیسها، طراحیها، آثار چاپی، کتاب‌های کمیاب، و نسخه‌های خطیِ این مرکز نمونه‌ای از توسعهٔ هنر در دورهٔ ملکه الیزابت اول (۱۵۵۸–۱۶۰۳) و پس از آن است.